# Максимович, Валентина Фёдоровна
Валентина Фёдоровна Максимович (род. 29 октября 1946 г., Тбилиси) — советский российский педагог, ректор Высшей школы народных искусств (академии) (до 2018 г.), доктор педагогических наук, профессор, академик Российской академии образования (2004), заслуженный учитель России.

## Биография
Валентина Фёдоровна Максимович родилась 29 октября 1946 г. в Тбилиси. В 1968 г. окончила Белорусский политехнический институт. Преподавала на кафедре графики Московского энергетического института. Училась в аспирантуре НИИ художественного воспитания Академии педагогических наук СССР.
В 1989 г. защитила диссертацию «Пути совершенствования системы подготовки кадров в учебных заведениях народных художественных промыслов».
С 1992 г. — член-корреспондент РАО, с 2004 г. — академик РАО, Отделение образования и культуры.
В 2000 г. защитила докторскую диссертацию «Теория и практика подготовки учащихся по художественно-промышленным видам труда в условиях непрерывного образования: На примере учебных заведений традиционного декоративно-прикладного искусства».
С 2003 г. возглавляла Высшую школу народных искусств (СПб).
Член Союза дизайнеров России. Заслуженный учитель РФ.

## Научная деятельность
Основная область научных интересов — развитие искусствоведческого образования и профессионального образования в области традиционного прикладного искусства.
Развивая идею художественного воспитания с помощью изобразительного искусства, В.Ф. Максимович разработала концепцию учебного заведения нового типа, в котором объединены три уровня непрерывного профессионального образования в сфере народных художественных промыслов. Эта концепция была воплощена в Высшей школе народных искусств, которая из профессионально-технической школы превратилось в колледж-институт, где ведется подготовка по специальностям «художественное вышивание», «художественная роспись тканей (традиционные русские платки и шали)», «художественная роспись по металлу (московское письмо)»,«ювелирное искусство» и проч. В работах Максимович анализируются особенности научно-исследовательской, образовательной, творческой деятельности Высшей школы народных искусств (академии), описывается история становления академии, превращения ее в основу возрождения и развития народных прикладных искусств.

## Основные работы
- Народные художественные промыслы: Науч.-метод. пособие. М.: Флинта, 1999. 61, [2] с.
- Традиционное прикладное искусство России: научно-методическое пособие. СПб.: Высш. шк. народных искусств (ин-т), 2007. 64, [2] с.
- Преемственность профессионального образования в народных художественных промыслах как основа качества обучения // Педагогика искусства. 2012. № 2. С. 183-189.
- Нести традиции через века // Аккредитация в образовании. 2012. № 7 (59).
- Традиционное прикладное искусство: учебник для бакалавров, обучающихся по направлению «Декоративно — прикладное искусство и народные промыслы»: [в 2 ч.] / под науч. ред. В. Ф. Максимович. СПб.: Высш. шк. нар. искусств (ин-т), 2015.
- Технический рисунок: Учебник по направлению подготовки «Декоративно прикладное искусство и народные промыслы», профиль — «Художественное кружевоплетение». СПб., 2015. 108 с. (соавт. Ю.Э. Лапина)
- Кружево вдохновляет. Работы студентов ВШНИ. СПб.: ВШНИ, 2017. 88 с. (соавт. Е.А. Лапшина)
- Технология изготовления папье-маше / Максимович В. Ф., Александрова Н. М., Гусева П. В. [и др.] СПб.: ВШНИ (и), 2018. 131 с.
- Художественно-педагогический музей игрушки имени Н. Д. Бартрама — 100 лет / под науч. ред. В. Ф. Максимович. СПб.: ВШНИ, 2018. 95 с.
- Традиционные промыслы и образование: основные проблемы и пути их решения // Традиционное прикладное искусство и образование. 2019. № 3 (30). С. 7-14[3].